# Distretto di Medzilaborce
Il distretto di Medzilaborce (okres Medzilaborce) è uno dei distretti della Slovacchia, situato nella regione di Prešov, nella parte nord-orientale del Paese. È il distretto meno popolato tra i 79 dell'intera nazione.
Fino al 1918, il distretto faceva parte della contea ungherese di Zemplín.

## Geografia antropica
Il distretto è composto da 1 città e 22 comuni:

### Città
- Medzilaborce

### Comuni
- Brestov nad Laborcom
- Čabalovce
- Čabiny
- Čertižné
- Habura
- Kalinov
- Krásny Brod
- Ňagov
- Oľka
- Oľšinkov
- Palota

- Radvaň nad Laborcom
- Repejov
- Rokytovce
- Roškovce
- Sukov
- Svetlice
- Valentovce
- Volica
- Výrava
- Zbojné
- Zbudská Belá